# كريس هارينجتون (لاعب كرة قدم أمريكية)
كريس هارينجتون (بالإنجليزية: Chris Harrington)‏ هو لاعب كرة قدم أمريكية أمريكي، ولد في 19 يناير 1985.

## وصلات خارجية
- كريس هارينجتون على موقع مرجع كرة القدم المحترفة.كوم (الإنجليزية)
- كريس هارينجتون على موقع JustSportsStats.com (الإنجليزية)